# Acarichthys heckelii
Acarichthys heckelii – gatunek słodkowodnej ryby z rodziny pielęgnicowatych (Cichlidae); jedyny przedstawiciel rodzaju Acarichthys.

## Występowanie
Regiony Brazylii, Peru i Kolumbii, leżące w dorzeczu Amazonki i jej dopływach.

## Charakterystyka
Gatunek ten ma wydłużone ciało z charakterystycznym nitkowatym przedłużeniem płetwy grzbietowej, zwłaszcza u samców. Jego zabarwienie jest zazwyczaj srebrzyste z niebieskawym lub zielonkawym odcieniem i może wykazywać subtelne wzory lub plamy.
Może dorastać do 15–20 cm (6–8 cali) długości. Acarichthys heckelii jest na ogół spokojną rybą, ale może wykazywać terytorialny charakter, szczególnie w okresie rozrodu. W okresie tarła wykazuje opiekę rodzicielską, przy czym oboje rodzice pilnują jaj i narybku. Preferuje wody wolno płynące lub stojące, takie jak rzeki, jeziora i zalane obszary leśne, z piaszczystym lub błotnistym podłożem. Często spotykany na obszarach porośniętych roślinnością zanurzoną lub szczątkami drzewnymi.

## Hodowla w akwarium
Zalecane jest akwarium minimum 200 litrów ze względu na jego wielkość i charakter terytorialny. Preferuje wodę ciepłą, lekko kwaśną lub obojętną (pH 6,0–7,5, temperatura 24–28°C). Jest to ryba wszystkożerna; akceptuje różnorodne produkty spożywcze, w tym granulki, płatki, żywność żywą i mrożoną. Gatunek kompatybilny z innymi spokojnymi pielęgnicami lub rybami o podobnej wielkości, ale należy unikać bardzo małych lub nadmiernie agresywnych gatunków.

## Stan ochrony
Obecnie nie jest wymieniony jako zagrożony, ale zniszczenie siedlisk i zanieczyszczenie wody w dorzeczu Amazonki mogą stanowić przyszłe ryzyko.